# HD 64235
HD 64235，又名BD-05 2280，SAO 135205、HR 3072，是一颗恒星，视星等为5.76，位于銀經224.94，銀緯11.03，其B1900.0坐标为赤經7h 47m 51.6s，赤緯-5° 11.03′ 11″。